# 萬廷搢
万廷搢（？—1614年），字大绅，一字无执，號蔚存，江西南昌縣西溪里人。明朝政治人物。

## 生平
明神宗萬曆三十一年（1603年）癸卯科舉人，三十二年（1604年）聯捷甲辰科進士，初授廣武令，三十三年调肥乡，改歙县，三十八年庚戌入计，擢禮曹精膳司主事，三十九年（1611年）丁父憂歸。服闋，四十一年補仪制司主事，教习駙馬冉興讓。

## 家族
父万虞夷，字禮卿，號秩斋。母朱孺人。娶雷氏，继金氏。子万建辅。